# Cuando no sé quién soy
Cuando no sé quién soy es el título del segundo álbum de estudio de la cantante española Amaia. El álbum se estrenó a través de Universal Music España, el 13 de mayo de 2022. Contiene diez temas, cinco de ellos publicados como sencillos. Hay dos colaboraciones en el álbum, con Aitana y Rojuu. El disco tiene un sonido pop indie.

## Lista de canciones
| Cuando no sé quién soy |                                                  | |                                                      |          |  |
| N.º                    | Título                                           | Escritor(es) | Productor(es)                                        | Duración |  |
| 1.                     | «Bienvenidos al show»                            | Amaia Romero, Cristian Quirante, Rigoberta Bandini, Xabi San Martín, Lucas Delaiglesia Cortázar                                     | Amaia Romero, Cristian Quirante                      | 3:47     |  |
| 2.                     | «Dilo sin hablar»                                | Amaia Romero, Cristian Quirante | Amaia Romero, Cristian Quirante                      | 3:00     |  |
| 3.                     | «La vida imposible»                              | Amaia Romero, Cristian Quirante, Manuel Sánchez                                                                                     | Amaia Romero, Cristian Quirante                      | 3:41     |  |
| 4.                     | «Yo invito»                                      | Amaia Romero, Cristian Quirante | Amaia Romero, Cristian Quirante, J Mills, Sunny Kale | 3:12     |  |
| 5.                     | «La canción que no quiero cantarte» (con Aitana) | Amaia Romero, Cristian Quirante, Antón Álvarez Alfaro, Víctor Martinez                                                              | Amaia Romero, Cristian Quirante                      | 2:48     |  |
| 6.                     | «Pesimista»                                      | Amaia Romero | Amaia Romero, Cristian Quirante                      | 1:57     |  |
| 7.                     | «Quiero pero no» (con Rojuu)                     | Amaia Romero, Cristian Quirante, Rojuu, Lucas Delaiglesia Cortázar                                                                  | Amaia Romero, Cristian Quirante                      | 3:30     |  |
| 8.                     | «La persona»                                     | Amaia Romero, Cristian Quirante, Marcelo García Marín                                                                               | Amaia Romero, Cristian Quirante                      | 2:54     |  |
| 9.                     | «Santos que yo te pinte»                         | Antonio Arias Solana, Juan Ramón Rodríguez Cervilla                                                                                 | Amaia Romero, Cristian Quirante                      | 3:55     |  |
| 10.                    | «Yamaguchi»                                      | Amaia Romero, Cristian Quirante, Antón Álvarez Alfaro, Alicia Ros Prieto, Lucas Delaiglesia Cortázar, Marco Tosina, Víctor Martínez | Amaia Romero, Cristian Quirante                      | 2:43     |  |
| 31:32                  |                                                  | |                                                      |          |  |

## Posicionamiento en listas
| Listas (2022)       | Mejor posición |
| ------------------- | -------------- |
| España (PROMUSICAE) | 2              |